# España: obra pintoresca en láminas
España: obra pintoresca en láminas fue un libro publicado por entregas en Barcelona en 1842 y 1846. El texto de la obra, que estuvo ilustrado con numerosos grabados en acero y madera, corrió a cargo de un joven Francisco Pi y Margall.

## Descripción

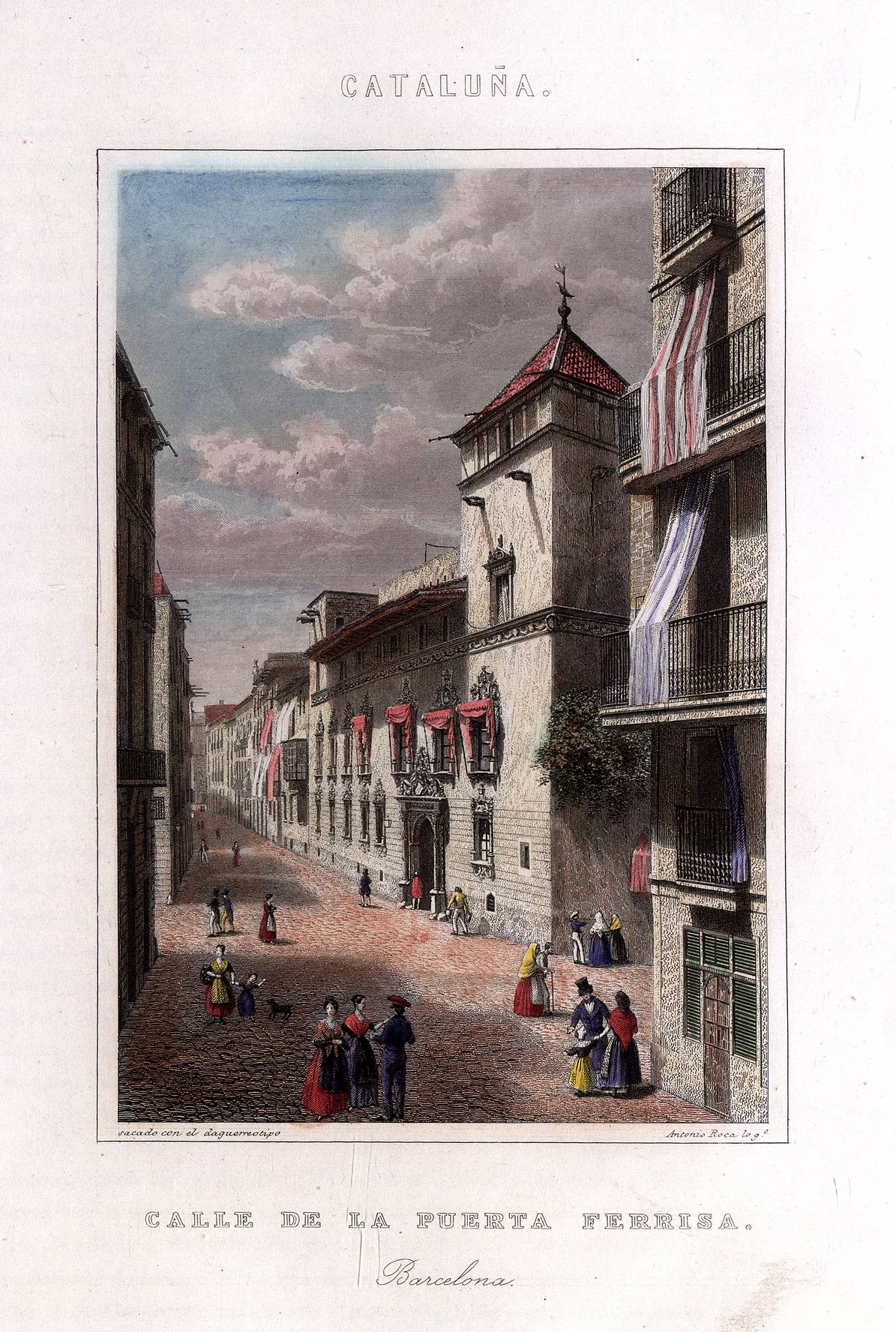
Calle de la Puerta Ferrisa (Barcelona) por Antonio Roca

El título de la obra era España: obra pintoresca en láminas, ya sacadas con el daguerrotipo, ya dibujadas del natural, grabadas en acero y en boj, al que seguía una enumeración de los grabadores implicados en la obra. Fue publicado por entregas entre 1842 y 1846 en Barcelona, en la imprenta de Juan Roger, el texto del libro corrió a cargo del futuro político Francisco Pi y Margall, tratándose de su primera obra de carácter literario.
Según quedó recogido en el Boletín Bibliográfico Español y Estrangero tras la publicación de la primera entrega:

Esta obra se publica cada 15 dias por entregas de ocho páginas en folio regular con dos viñetas grabadas en boj, intercaladas en el testo, y una lámina en acero por separado; podrá hacerse la suscricion por las entregas que correspondan á cada provincia. También se tirarán en papel de China las láminas grabadas en acero, en cuyo caso costará un real mas cada entrega. Las láminas sueltas se venderán á dos reales por suscricion, y á tres fuera de ella. Precio de cada entrega, tres reales en Barcelona, y en los demas puntos

El único volumen publicado versó sobre Cataluña y su contenido incluía tanto grabados en madera como en acero, siendo los segundos de mucha mejor calidad que las xilografías en opinión de Luis Marco. Los grabados correspondieron, según queda acreditado en la página inicial de la obra, a Luis Rigalt, José Puiggarí, Antonio Roca, Ramón Alabern y Moles y Ramón Sáez, entre otros.